# Ablerus totifuscipennis
Ablerus totifuscipennis är en stekelart som beskrevs av Girault 1929. Ablerus totifuscipennis ingår i släktet Ablerus och familjen växtlussteklar. Inga underarter finns listade i Catalogue of Life.